# Харцвилер
Харцвилер (фр. Hartzviller) насеље је и општина у североисточној Француској у региону Лорена, у департману Мозел која припада префектури Сарбур.
По подацима из 2011. године у општини је живело 922 становника, а густина насељености је износила 222,71 становника/km². Општина се простире на површини од 4,14 km². Налази се на средњој надморској висини од 300 метара (максималној 376 m, а минималној 275 m).

## Демографија
| 1962. | 1968. | 1975. | 1982. | 1990. | 1999. | 2011. |
| ----- | ----- | ----- | ----- | ----- | ----- | ----- |
| 785   | 853   | 899   | 913   | 849   | 871   | 922   |

График промене броја становника у току последњих година